# Medardo Flores
Medardo Flores (c. 1949 – 8 de setembro de 2011), locutor jornalístico da Rádio Uno em San Pedro Sula, foi assassinado em uma emboscada perto de sua casa em Puerto Cortés, Departamento de Cortés, Honduras. Um popular radialista, ele apoiava o ex-presidente Manuel Zelaya Rosales e se junta a outros jornalistas mortos desde que Zelaya foi derrubado no Golpe de Estado em Honduras em 2009.

## Vida pessoal
Medardo Flores, que tinha 62 anos quando foi assassinado, vivia em sua fazenda perto de Puerto Cortes, onde, segundo o The Tico Times, era fazendeiro e rancheiro. Durante a década de 1980, ele viveu exilado devido a conflitos contra esquerdistas em Honduras. Mais tarde, ele voltou, comprando terras e se concentrando na agricultura.

## Carreira
Medardo Flores era um fazendeiro e rancheiro que estava politicamente envolvido com o ativismo político de base.
Flores também foi repórter voluntário da Escola de Emissoras do Instituto de Ciências da Comunicação da Rádio Uno, instituição de ensino de San Pedro Sula, e jornalista de rádio do coletivo Rádio UNO que analisa as questões sociopolíticas e culturais da atualidade no país.
Flores era membro da Frente Nacional de Resistência Popular de Zelaya, um movimento político e social financiado pelo ex-presidente Manuel Zelaya Rosales, do FNRP, e atuou como gerente financeiro regional do norte.
Ele foi presidente da Associação de Pais do First December Voiceover Institute.

## Morte
Em 8 de setembro de 2011, Medardo Flores foi morto a tiros quando dirigia entre sua fazenda e a cidade pelo setor conhecido como bairro Río Blanquito, na comunidade de Bijao, Puerto Cortés, e caiu em uma emboscada. Seu carro foi atingido por balas de todas as direções, mas havia pelo menos dois perpetradores no ataque armado. Ele sofreu nove ferimentos à bala no ataque.

## Contexto
No momento do assassinato de Flores, Honduras buscava readmissão na Organização dos Estados Americanos, e analistas de liberdade de imprensa da Repórteres Sem Fronteiras (RSF) pensaram que tais violações dos direitos civis complicariam o caminho traçado nos acordos de Cartagena. A Rede de Liderança Religiosa de Chicago na América Latina listou 59 assassinatos políticos ocorridos em Honduras em 2011.

## Impacto
Medardo Flores foi o quinto jornalista morto em 2011. Ele foi o 15.º ou 16.º jornalista assassinado desde o início de 2010 até setembro de 2011, depois que os EUA lideraram o golpe que destituiu o presidente Manuel Zelaya e o mandou para o exílio. De acordo com a Comissão de Direitos Humanos, 23 jornalistas foram mortos em Honduras desde 2007.
As investigações oficiais desses crimes não ajudaram na determinação do motivo, o que levou o presidente do Comitê de Liberdade de Imprensa e Informação da SIP, Robert Rivard, a instar veementemente as autoridades a resolver e punir os responsáveis pelos assassinatos de jornalistas desde 2007.

## Reações
Irina Bokova, diretora-geral da UNESCO, disse: "Condeno o assassinato de Medardo Flores. O número de jornalistas mortos em Honduras nos últimos dois anos é muito preocupante. Esses crimes devem ser investigados e seus autores devem ser levados à justiça por a bem da liberdade de expressão, um direito humano fundamental, e os fundamentos da democracia e do Estado de direito para a imprensa. Devemos garantir que a liberdade de expressão prospere".
A OEA afirmou: “A Relatoria Especial insta o Estado a realizar uma investigação rápida, diligente e completa, que dê atenção especial à possibilidade de o crime estar relacionado com atividades jornalísticas e políticas da vítima."
Segundo um comunicado da RSF, "será muito difícil para as autoridades descartar a possibilidade de que Flores tenha sido morto por motivos políticos ou por causa de seu trabalho como jornalista".